# Josef Hader
Josef Hader (Waldhausen im Strudengau, Felső-Ausztria, 1962. február 14. –) osztrák humorista és színész.

## Élete
Josef Hader Felső-Ausztriában született és a melki katolikus gimnáziumba járt iskolába. Gyermekkori tapasztalatai alapján saját, valláshoz és egyházhoz fűződő viszonyát később gyakran ambivalensnek nevezte.
Polgári szolgálatosvolt a Vöröskeresztnél, majd német nyelvet és történelmet kezdett tanulni az egyetemen, ám tanulmányait 1985-ben félbehagyta.
Első kabaré-előadását (Fort Geschritten) 1982-ben írta meg. Az átütő sikert második, 1985-ben bemutatott műsora (Der Witzableiter und das Feuer) hozta meg számára – ezért már nemzetközi elismerésben is részesült.
1991-ben Alfred Dorferrel közösen tragikomikus színdarabot írt India (Indien) címmel, amelyet két évvel később Paul Harather rendező filmesített meg. A darabot 1999-ben a Budapesti Kamaraszínház Magyarországon is bemutatta.
1994-ben mutatta be Privat című előadását, amelyet Hader hazájában összesen több mint 350.000-en láttak. Ezzel ez a műsor számít a legtöbb látogatót vonzó kabaré-előadásnak Ausztriában.
A Hader muss weg című, 2004-ben bemutatott előadásban a humorista összesen hét különböző szerepbe bújik, és közben csak a mimika, a taglejtés és a nyelv segítségével testesíti meg és különbözteti meg ezeket az embereket egymástól.

## Kabaré-előadások és színdarabok
- 1982 – Fort Geschritten
- 1985 – Der Witzableiter und das Feuer
- 1986 – Im milden Westen
- 1987 – Tausche Witze gegen Geld
- 1988 – Biagn oder Brechen
- 1990 – Bunter Abend
- 1991 – Indien (Alfred Dorferrel)
- 1993 – Im Keller
- 1994 – Privat
- 1997 – Hader spielt Hader
- 2004 – Hader muss weg
- 2011 – Hader spielt Hader – Nummern aus 5 Programmen

## Filmjei
- 1992 – Cappuccino Melange
- 1993 – Indien
- 2000 – Abszurdisztán szülötte (Geboren in Absurdistan)
- 2000 – Rablótámadás farsang idején (Der Überfall)
- 2000 – Komm, süßer Tod
- 2000 – Sárga cseresznye (Gelbe Kirschen)
- 2002 – Blue Moon
- 2004 – Silentium
- 2004 – C(r)ook
- 2006 – Heaven
- 2007 – Jagdhunde
- 2008 – Randgestalten
- 2008 – Ein halbes Leben
- 2008 – Csontdaráló (Der Knochenmann)
- 2009 – Die Perlmutterfarbe
- 2010 – Aufschneider (két részes)
- 2010 – Die verrückte Welt der Ute Bock
- 2011 – Wie man leben soll
- 2012 – Diamantenfieber oder Kauf dir einen bunten Luftballon
- 2014 – Kafkas Der Bau
- 2015 – Das ewige Leben
- 2015 – Ich und Kaminski
- 2015 – Der Tote am Teich
- 2016 – Vor der Morgenröte
- 2017 – Die Migrantigen
- 2017 – Mérgezett egér (Wilde Maus)
- 2017 – Stadtkomödie: Die Notlüge epizód
- 2017 – Arthur & Claire
- 2021 – A feleségem története